# Austria's Next Top Model (seconda edizione)
La seconda stagione di Austria's Next Top Model è andata in onda sul canale PULS4 dal 25 novembre 2009 al 10 febbraio 2010 per un totale di 11 episodi; ancora una volta a condurre è Lena Gercke, affiancata dai vuovi giudici Andreas Ortner e Sabine Landl. 
I premi non variano, e la vincitrice, Aylin Kösetürk porta a casa un contratto con l'agenzia Wiener Models, uno di rappresentanza con la campagna Hervis, due viaggi per delle sfilate a Milano e Parigi e la copertina del magazine Woman; rispetto alla precedente edizione, nella quale Larissa entrò di diritto tra le concorrenti di Germany's Next Topmodel, questa volta non vi è più questa opportunità.
Molte sono state le critiche mosse a causa della vincitrice, considerata la meno adatta a tale titolo e ritenuta un esempio diseducativo a causa dei suoi atteggiamenti da "bullo" nei confronti di alcune compagne, specialmente di Lisa Schottak, la quale arrivò addirittura a lasciare la competizione.

## Concorrenti
(L'età si riferisce al tempo della messa in onda del programma)
| Concorrenti       | Età | Altezza | Provenienza   | Posizione                   |
| ----------------- | --- | ------- | ------------- | --------------------------- |
| Julia Huber       | 24  | 171 cm  | Bassa Austria | Eliminata nell'episodio 2   |
| Lisa Schottak     | 16  | 180 cm  | Carinzia      | Ritirata nell'episodio 3    |
| Angelika Czapka   | 23  | 176 cm  | Vienna        | Eliminata nell'episodio 3   |
| Manuela Frey      | 18  | 174 cm  | Vorarlberg    | Eliminate nell'episodio 4/5 |
| Vanessa Hooper    | 19  | 172 cm  | Vienna        | Eliminate nell'episodio 4/5 |
| Iris Shala        | 19  | 168 cm  | Graz          | Eliminata nell'episodio 7   |
| Anna Steinwendner | 16  | 173 cm  | Carinzia      | Eliminata nell'episodio 8   |
| Jennifer Kogler   | 16  | 168 cm  | Carinzia      | Eliminata nell'episodio 9   |
| Lina Köberl       | 16  | 179 cm  | Stiria        | Eliminata nell'episodio 10  |
| Johanna Gruber    | 18  | 173 cm  | Vienna        | Quarta classificata         |
| Nina Kollmann     | 18  | 178 cm  | Stiria        | Terza classificata          |
| Sarah Unterberger | 18  | 177 cm  | Tirolo        | Seconda classificata        |
| Aylin Kösetürk    | 16  | 173 cm  | Vienna        | Vincitrice                  |

## Ordine di eliminazione
| Order | Episodi  | Episodi  | Episodi  | Episodi  | Episodi  | Episodi  | Episodi  | Episodi | Episodi | Episodi | Episodi | Episodi | Episodi |
| Order | 1        | 2        | 3        | 4/5      | 7        | 8        | 9        | 10      | 11      | 11      | 11      |         |         |
| ----- | -------- | -------- | -------- | -------- | -------- | -------- | -------- | ------- | ------- | ------- | ------- | ------- | ------- |
| 1     | Iris     | Jennifer | Nina     | Aylin    | Aylin    | Jennifer | Johanna  | Aylin   | Nina    | Aylin   | Aylin   |         |         |
| 2     | Lisa     | Julia    | Johanna  | Nina     | Lina     | Lina     | Nina     | Johanna | Aylin   | Sarah   | Sarah   |         |         |
| 3     | Sarah    | Aylin    | Sarah    | Anna     | Sarah    | Aylin    | Lina     | Lina    | Sarah   | Nina    |         |         |         |
| 4     | Manuela  | Nina     | Jennifer | Manuela  | Anna     | Johanna  | Jennifer | Sarah   | Johanna |         |         |         |         |
| 5     | Jennifer | Johanna  | Aylin    | Iris     | Johanna  | Sarah    | Sarah    | Nina    |         |         |         |         |         |
| 6     | Angelika | Sarah    | Lina     | Lina     | Iris     | Nina     | Aylin    |         |         |         |         |         |         |
| 7     | Lina     | Lisa     | Anna     | Johanna  | Jennifer | Anna     |          |         |         |         |         |         |         |
| 8     | Nina     | Iris     | Iris     | Sarah    | Nina     |          |          |         |         |         |         |         |         |
| 9     | Julia    | Vanessa  | Vanessa  | Jennifer |          |          |          |         |         |         |         |         |         |
| 10    | Anna     | Lina     | Manuela  | Vanessa  |          |          |          |         |         |         |         |         |         |
| 11    | Johanna  | Anna     | Angelika |          |          |          |          |         |         |         |         |         |         |
| 12    | Vanessa  | Angelika | Lisa     |          |          |          |          |         |         |         |         |         |         |
| 13    | Aylin    | Manuela  |          |          |          |          |          |         |         |         |         |         |         |

- Gli episodi 4 e 5 sono da considerarsi un episodio unico
- L'episodio 6 è il riassunto dei primi cinque

     La concorrente è stata eliminata
     La concorrente ha lasciato la gara volontariamente
     La concorrente ha vinto la competizione

### Servizi
- Episodio 1: Signore del jet set (Semifinale)
- Episodio 2: Servizio fotografico in spiaggia e con i delfini
- Episodio 3: Castello stregato
- Episodio 4: Servizio fotografico ispirato a Tiger Woods
- Episodio 7: Londra e le sue bellezze
- Episodio 8: Bungee Jumping
- Episodio 9: Beauty shoot a colori
- Episodio 10: Copertina Woman
- Episodio 11: Campagna pubblicitaria Philip Plein / Geishe moderne